# 312-й штурмовой авиационный полк
312-й штурмовой авиационный Белостокский Краснознаменный ордена Суворова полк  — авиационная воинская часть ВВС РККА штурмовой авиации в Великой Отечественной войне.

## Наименование полка
За период своего существования полк менял своё наименование:
- 312-й разведывательный авиационный полк;
- 312-й штурмовой авиационный полк[1];
- 312-й штурмовой авиационный Белостокский полк[1];
- 312-й штурмовой авиационный Белостокский Краснознамённый полк[1];
- 312-й штурмовой авиационный Белостокский Краснознамённый ордена Суворова полк[1].

## История и боевой путь полка
Полк сформирован как 312-й разведывательный авиационный полк на самолётах Р-5 и СБ в марте 1940 года. Входил в состав ВВС Прибалтийского особого военного округа и базировался в Риге. С началом Великой Отечественной войны полк из-за неукомплектованности материальной частью и неготовности личного состава участия в боевых действиях не принимал. 23 июня 1941 года передал свои самолёты в 46-й скоростной бомбардировочный авиационный полк и отбыл в тыл. Из Риги полк был передислоцирован сначала в Таллин, затем в Калинин и далее в Бузулук. После укомплектования и переподготовкой летного состава через 2 месяца полк передислоцирован в Воронеж в 1-ю запасную авиабригаду, где было организовано переучивание личного состава.
С 9 сентября 1941 года полк переформирован в 312-й штурмовой авиационный полк на самолётах Ил-2. С 23 октября 1941 года полк участвует в боевых действиях как штурмовой авиационный полк в составе 47-й смешанной авиационной дивизии Западного фронта. Прибыв на аэродром Внуково, полк принял участие в Битве за Москву.
С конца января 1942 года полк воюет в составе ВВС 20-й армии, участвуя в Ржевской битве и поддерживая войска армии при прорыве обороны противника на рубеже Ламы и на Гжатском направлении. С 24 мая 1942 года полк передан в состав 233-й штурмовой авиационной дивизии 1-й воздушной армии Западного фронта.
С 25 мая 1942 года до мая 1943 года полк в составе дивизии поддерживал войска Западного фронта в Ржевской битве на юхновском, гжатском и ржевском направлениях. В январе 1943 года полк получил звено самолётов, построенных на средства рабочих и служащих завода № 30. На борту этих самолётов была сделана надпись "Авиасоединение «Москва». С 5 июля 1943 года полк участвует в Курской битве, а с 15 сентября 1943 года — в Смоленско-Рославльской операции, в ходе которой освобождены Ярцево и Починок.
В конце декабря 1942 года полк был представлен к присвоению звания гвардейского.
Зимой 1943—1944 гг. полк в составе дивизии поддерживал действия войск фронта на витебском и оршанском направлениях. В мае 1944 года дивизия передана в 4-ю воздушную армию и до конца войны воевала с ней на 2-м Белорусском фронте. Летом полк участвовал в Белорусской, Могилевской, Белостокской и Осовецкой наступательных операциях, в освобождении городов Шклов, Волковыск и Белосток. В январе — апреле 1945 года успешно действовал в Восточно-Прусской, Млавско-Эльбингской, Восточно-Померанской наступательных операциях, где поддерживал войска фронта в боях за города Цеханув, Грудзендз, Прейсиш, Старгард и Данциг. За успешные действия дивизия была награждена орденами Красного Знамени и Суворова 2-й степени, а полк удостоен почётного наименования Белостокский и награждён орденами Красного Знамени и Суворова 3-й степени.
В составе действующей армии полк находился с 23 октября 1941 года по 9 мая 1942 года и с 25 мая 1942 года по 9 мая 1945 года.
В послевоенный период полк с дивизией входили в состав 4-го штурмового авиационного корпуса 4-й воздушной армии Северной группы войск в Польше. В августе 1946 года 233-я штурмовая авиационная Ярцевская Краснознамённая ордена Суворова дивизия и её полки были расформирована в составе 4-го штурмового авиационного корпуса 4-й воздушной армии Северной группы войск.

## Командиры полка
- майор Георгиев Иван Васильевич[5][6] — с марта 1940 года по декабрь 1941 года.
- майор, подполковник Поморцев Павел Константинович, 1942—1943
- майор	Рубцов Виктор Михайлович, 07.1943 — 05.1945

## В составе объединений
| Дата            | Фронт (округ)                      | Армия               | Корпус                           | Дивизия                             | Примечания |
| --------------- | ---------------------------------- | ------------------- | -------------------------------- | ----------------------------------- | ---------- |
| 01.03.1940 года | Прибалтийский особый военный округ | ВВС округа          |                                  |                                     |            |
| 22.06.1941 года | Северо-Западный фронт              | ВВС фронта          |                                  |                                     |            |
| 23.06.1941 года | Московский военный округ           | ВВС округа          |                                  |                                     |            |
| 23.10.1941 года | Западный фронт                     | ВВС фронта          |                                  | 47-я смешанная авиационная дивизия  |            |
| 27.01.1942 года | Западный фронт                     | 20-я армия          | ВВС 20-й армии                   |                                     |            |
| 25.05.1942 года | Западный фронт                     | 1-я воздушная армия | -                                | 233-я штурмовая авиационная дивизия |            |
| 25.04.1944 года | 2-й Белорусский фронт              | 4-я воздушная армия | -                                | 233-я штурмовая авиационная дивизия |            |
| 09.05.1945 года | 2-й Белорусский фронт              | 4-я воздушная армия | -                                | 233-я штурмовая авиационная дивизия |            |
| 10.06.1945 года | Северная группа войск              | 4-я воздушная армия | 4-й штурмовой авиационный корпус | 233-я штурмовая авиационная дивизия |            |
| 01.08.1946 года | Северная группа войск              | 4-я воздушная армия | 4-й штурмовой авиационный корпус | 233-я штурмовая авиационная дивизия |            |

## Участие в операциях и битвах
- Битва за Москву
- Ржевская битва:
  - Ржевско-Сычёвская операция — с 30 июля 1942 года по 23 августа 1942 года.
  - Погорело-Городищенская операция — с 30 июля 1942 года по 23 августа 1942 года.
  - Ржевско-Вяземская операция — с 2 марта 1943 года по 31 марта 1943 года.
- Воздушная операция — с 6 мая 1943 года по 8 мая 1943 года.
- Курская битва — с 5 июля 1943 года по 23 августа 1943 года.
  - Орловская наступательная операция «Кутузов» — с 12 июля 1943 года по 18 августа 1943 года.
- Смоленская операция «Суворов» — с 7 августа 1943 года по 2 октября 1943 года.
  - Спас-Деменская операция — с 7 августа 1943 года по 20 августа 1943 года.
  - Ельнинско-Дорогобужская операция — с 28 августа 1943 года по 6 сентября 1943 года.
  - Смоленско-Рославльская операция — с 15 сентября 1943 года по 2 октября 1943 года.
- Белорусская операция (1944)
  - Могилёвская операция — с 23 июня 1944 года по 28 июня 1944 года
  - Белостокская операция — с 5 июля 1944 года по 27 июля 1944 года.
  - Осовецкая наступательная операция — с 6 августа 1944 года по 14 августа 1944 года.
- Восточно-Прусская операция — с 13 января 1945 года по 25 апреля 1945 года.
  - Млавско-Эльбингская операция — с 14 января 1945 года по 26 января 1945 года.
- Восточно-Померанская операция
  - Хойнице-Кезлинская наступательная операция — с 10 февраля 1945 года по 6 марта 1945 года.
  - Данцигская наступательная операция — с 7 марта 1945 года по 31 марта 1945 года.
- Берлинская наступательная операция
  - Штеттинско-Ростокинская наступательная операция — с 16 апреля 1945 года по 8 мая 1945 года.

## Почётные наименования
- 312-му штурмовому авиационному полку за отличие в боях при овладении городом и крупным промышленным центром Белосток — важным железнодорожным узлом и мощным укрепленным районом обороны немцев, прикрывающим пути к Варшаве Приказом НКО № 0252 от 9 августа 1944 года на основании Приказа ВГК № 151 от 27 июля 1944 года присвоено почётное наименование «Белостокский»[7].

## Награды
- 312-й штурмовой авиационный Белостокский полк за образцовое выполнение боевых заданий командования в боях с немецкими захватчиками при овладении городами Остероде, Дойтш-Айлау и проявленные при этом доблесть и мужество Указом Президиума Верховного Совета от 5 апреля 1945 года награждён орденом «Красного Знамени»[8].
- 312-й штурмовой авиационный Белостокский Краснознамённый полк за образцовое выполнение боевых заданий командования в боях с немецкими захватчиками при овладении городами Штеттин, Гартц, Пенкун, Казеков, Шведт и проявленные при этом доблесть и мужество Указом Президиума Верховного Совета от 4 июня 1945 года награждён орденом «Суворова III степени»[8].

## Благодарности Верховного Главнокомандующего
Воинам полка в составе 233-й штурмовой авиадивизии объявлены благодарности Верховного Главнокомандующего:
- За отличие в боях при прорыве сильно укрепленной полосы врага и разгроме его долговременных опорных пунктов Рибшево, Вердино, Ломоносове, Кулагино, Панкратово и при овладении штурмом важнейших опорных пунктов обороны немцев на путях к Смоленску — городами Духовщина и Ярцево[9].
- За отличие в боях при прорыве обороны немцев на Могилевском направлении и форсирование реки Проня западнее города Мстиславль, при занятии районного центра Могилевской области — города Чаусы и освобождении более 200 других населенных пунктов, среди которых Черневка, Ждановичи, Хоньковичи, Будино, Васьковичи, Темривичи и Бординичи[10].
- За отличие в боях при овладении городом и крупным железнодорожным узлом Волковыск — важным опорным пунктом обороны немцев, прикрывающим пути на Белосток[11].
- За отличие в боях при овладении городом и крупным промышленным центром Белосток — важным железнодорожным узлом и мощным укрепленным районом обороны немцев, прикрывающим пути к Варшаве[7].
- За отличие в боях при овладении городом и крепостью Остроленка — важным опорным пунктом обороны немцев на реке Нарев[12].
- За отличие в боях при овладении городом и крепостью Ломжа — важным опорным пунктом обороны немцев на реке Нарев[13].
- За отличие в боях при овладении штурмом города Пшасныш (Прасныш), городом и крепостью Модлин (Новогеоргиевск) — важными узлами коммуникаций и опорными пунктами обороны немцев, а также при занятии с боями более 1000 других населенных пунктов[14].
- За отличие в боях при овладении городами Млава и Дзялдов (Зольдау) — важными узлами коммуникаций и опорными пунктами обороны немцев на подступах к южной границе Восточной Пруссии и городом Плоньск — крупным узлом коммуникаций и опорным пунктом обороны немцев на правом берегу Вислы[15].
- За отличие в боях при овладении городами городами Восточной Пруссии Остероде и Дойч-Эйлау — важными узлами коммуникаций и сильными опорными пунктами обороны немцев[16].
- За отличие в боях при овладении городом Эльбинг — крупного узла коммуникаций и мощного опорного пункта обороны немцев на правом берегу Вислы, прикрывающим подступы к Данцигской бухте[17].
- За отличие в боях при овладении городами Руммельсбург и Поллнов — важными узлами коммуникаций и сильными опорными пунктами обороны немцев в Померании[18].
- За отличие в боях при выходе на побережье Балтийского моря и при овладении городом Кёзлин — важным узлом коммуникаций и мощным опорным пунктом обороны немцев на путях из Данцига в Штеттин, раасчение войск противника в Восточной Померании от его войск в Западной Померании[19].
- За отличие в боях при овладении городом и крепостью Грудзёндз (Грауденц) — мощным узлом обороны немцев на нижнем течении реки Висла[20].
- За отличие в боях при овладении городами Гнев (Меве) и Старогард (Прейсиш Старгард) — важными опорными пунктами обороны немцев на подступах к Данцигу[21].
- За отличие в боях при овладении городами Бытув (Бютов) и Косьцежина (Берент) — важными узлами железных и шоссейных дорог и сильными опорными пунктами обороны немцев на путях к Данцигу[22].
- За отличие в боях при овладении важными опорными пунктами обороны немцев на подступах к Данцигу и Гдыне — городами Тчев (Диршау), Вейхерово (Нойштадт) и выходе на побережье Данцигской бухты севернее Гдыни, занятии города Пуцк (Путциг)[23].
- За отличие в боях при овладении городом и крепостью Гданьск (Данциг) — важнейшим портом и первоклассной военно-морской базой немцев на Балтийском море[24].
- За отличие в боях при овладении главным городом Померании и крупным морским портом Штеттин, а также занятии городов Гартц, Пенкун, Казеков, Шведт[25].
- За отличие в боях при овладении городами Пренцлау и Ангермюнде — важными опорными пунктами обороны немцев в Западной Померании[26].
- За отличие в боях при овладении городами и важными узлами Анклам, Фридланд, Нойбранденбург, Лихен и вступлении на территорию провинции Мекленбург[27].
- За отличие в боях при овладении городами Грайфсвальд, Трептов, Нойштрелитц, Фюрстенберг, Гранзее — важными узлами дорог в северо-западной части Померании и в Мекленбурге[28].
- За отличие в боях при овладении городами Штральзунд, Гриммен, Деммин, Мальхин, Варен, Везенберг — важными узлами дорог и сильными опорными пунктами обороны немцев[29].
- За отличие в боях при овладении городами Барт, Бад-Доберан, Нойбуков, Барин, Виттенберге и соединении 3 мая с союзными английскими войсками на линии Висмар, Виттенберге[30].
- За отличие в боях при овладении портом и военно-морской базой Свинемюнде — крупным портом и военно-морской базой немцев на Балтийском море[31].
- За отличие в боях при форсировании пролива Штральзундерфарвассер и овладении островом Рюген[32].

## Отличившиеся воины
- Василенко Сергей Иосифович, лейтенант, заместитель командира эскадрильи 312-го штурмового авиационного полка 233-й штурмовой авиационной дивизии 4-й воздушной армии Указом Президиума Верховного Совета СССР от 26 октября 1944 года удостоен звания Герой Советского Союза. Золотая Звезда № 4331.
- Занин Иван Дмитриевич, капитан, командир эскадрильи 312-го штурмового авиационного полка 233-й штурмовой авиационной дивизии 4-й воздушной армии Указом Президиума Верховного Совета СССР от 18 августа 1945 года удостоен звания Герой Советского Союза. Золотая Звезда № 8620.
- Ивлиев Юрий Дмитриевич, капитан, командир эскадрильи 312-го штурмового авиационного полка 233-й штурмовой авиационной дивизии 4-й воздушной армии Указом Президиума Верховного Совета СССР от 26 октября 1944 года удостоен звания Герой Советского Союза. Золотая Звезда № 4535.
- Карякин Василий Георгиевич, капитан, штурман 312-го штурмового авиационного полка 233-й штурмовой авиационной дивизии 1-й воздушной армии Указом Президиума Верховного Совета СССР от 1 мая 1943 года удостоен звания Герой Советского Союза. Золотая Звезда № 1015.
- Оловянников Николай Ефимович, лейтенант, командир звена 312-го штурмового авиационного полка 233-й штурмовой авиационной дивизии 4-й воздушной армии Указом Президиума Верховного Совета СССР от 26 октября 1944 года удостоен звания Герой Советского Союза. Золотая Звезда № 4850.
- Светличный Григорий Лаврентьевич, лейтенант, командир звена 312-го штурмового авиационного полка 233-й штурмовой авиационной дивизии 1-й воздушной армии Указом Президиума Верховного Совета СССР от 1 мая 1943 года удостоен звания Герой Советского Союза. Золотая Звезда № 1016.
- Симоненко Алексей Фёдорович, капитан, заместитель командира эскадрильи 312-го штурмового авиационного полка 233-й штурмовой авиационной дивизии 4-й воздушной армии Указом Президиума Верховного Совета СССР от 18 августа 1945 года удостоен звания Герой Советского Союза. Посмертно.

## Воины полка, совершившившие огненный таран
За период войны совершили огненный таран:
- лётчик младший лейтенант Балашов Дмитрий Михайлович, 17.03.1942. Награды не удостоен.

## Базирование
| Период            | Место базирования        |
| ----------------- | ------------------------ |
| 05.1945 — 05.1945 | Фридрихсфельде, Германия |
| 05.1945 — 09.1945 | Тутов, Германия          |
| 09.1945 — 04.1946 | Польша                   |
| 04.1946 — 08.1946 | Бриг, Польша             |